# Bowling for Soup Goes to the Movies
Bowling for Soup Goes to the Movies es un álbum recopilatorio del grupo de pop punk Bowling for Soup. Es su octavo disco de estudio y el cuarto con Jive Records. Contiene nuevas versiones de temas de bandas sonoras de cine y televisión y temas originales inéditos.

## Lista de canciones
| N.º | Título                               | Escritor(es)                                                             | Duración |  |
| 1.  | «Jimmy Neutron Theme» (*)            | Jaret Reddick, Brian T. Causey                                           | 2:09     |  |
| 2.  | «(Ready or Not) Omaha Nebraska» (**) | Reddick                                                                  | 3:38     |  |
| 3.  | «Greatest Day» (^)                   | Reddick                                                                  | 3:30     |  |
| 4.  | «...Baby One More Time» (**)         | Max Martin                                                               | 3:30     |  |
| 5.  | «Here We Go» (**)                    | Tim Armstrong                                                            | 3:09     |  |
| 6.  | «Undertow» (**)                      | Reddick, Zac Maloy, Ted Bruner                                           | 3:31     |  |
| 7.  | «Spanish Harlem» (**)                | Jerry Leiber, Phil Spector                                               | 1:04     |  |
| 8.  | «Li'l Red Riding Hood» (*)           | Ronald Blackwell                                                         | 2:30     |  |
| 9.  | «Live It Up» (**)                    | Reddick, Casey Diiorio                                                   | 3:09     |  |
| 10. | «Star Song» (^^)                     | Reddick, Butch Walker                                                    | 3:26     |  |
| 11. | «I Melt with You» (**)               | Richard Brown, Michael Conroy, Robert Grey, Gary McDowell, Steven Walker | 4:02     |  |
| 12. | «Five O'Clock World» (*)             | Allen Reynolds                                                           | 2:22     |  |
| 13. | «Gilligan's Island Theme» (**)       | Sherwood Schwartz, George Wyle                                           | 2:25     |  |
| 14. | «Sometimes» (#)                      | Reddick, Maloy                                                           | 3:28     |  |
| 15. | «Sick of Myself» (#)                 | Matthew Sweet                                                            | 3:40     |  |

| Japanese 2008 Re-Issue |                                         |                            |          |  |
| N.º                    | Título                                  | Escritor(es)               | Duración |  |
| 16.                    | «Everyday's a Saturday»                 |                            | 3:27     |  |
| 17.                    | «Home Alone»                            | Reddick, Mitch Allan       | 3:23     |  |
| 18.                    | «Straight to Video»                     | Reddick, Walker            | 2:45     |  |
| 19.                    | «Not a Love Song»                       |                            | 3:34     |  |
| 20.                    | «Good to Be Me»                         |                            | 2:30     |  |
| 21.                    | «Much More Beautiful Person» (acústico) | Reddick, Allan             | 3:39     |  |
| 22.                    | «1985» (Live At VH-1)                   | Reddick, Allan, John Allen | 3:21     |  |

### B-sides
| N.º | Título                                             | Escritor(es) | Duración |  |
| 1.  | «Speed Racer»                                      |              | 0:34     |  |
| 2.  | «If You Could See Me Now (The Master of Disguise)» | Reddick      | 3:14     |  |

- Datos: Q1424096